# Gärtnerplatzviertel

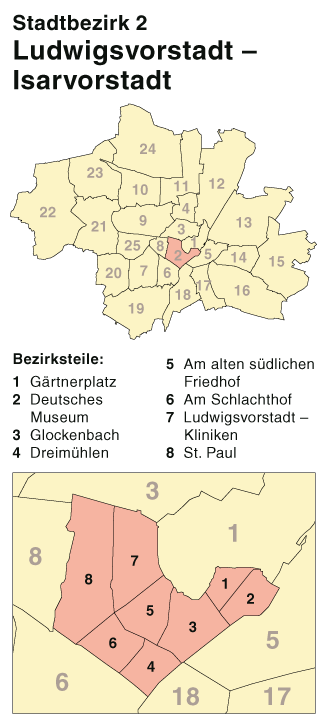
Gärtnerplatzviertel (1 und 2) im Stadtbezirk Ludwigsvorstadt-Isarvorstadt – vgl. „inoffizielle Stadtviertel“

Stadtbezirksteile Gärtnerplatz und Deutsches Museum

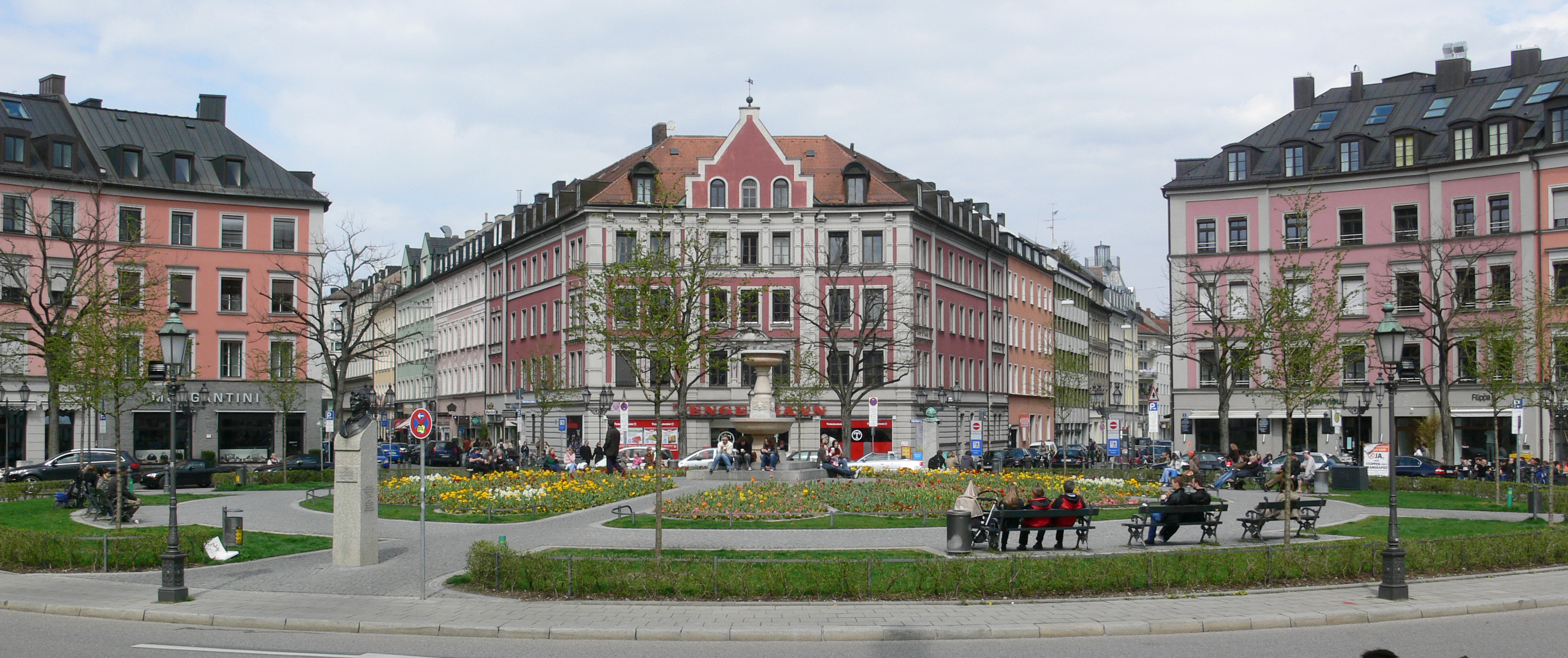
Der Gärtnerplatz bildet den Mittelpunkt des Viertels

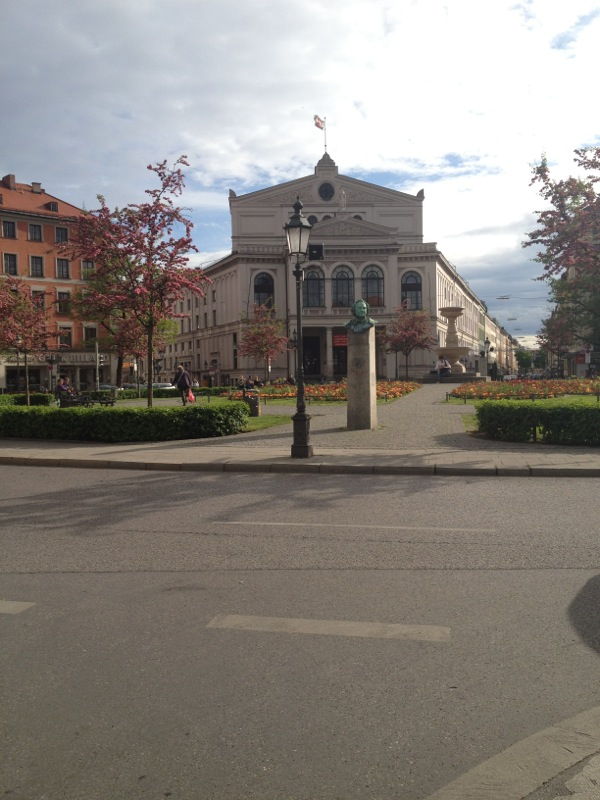
Gärtnerplatz mit Blick auf das Gärtnerplatztheater

Das Gärtnerplatzviertel ist ein zentrales Münchner Stadtviertel rund um den Gärtnerplatz im Stadtbezirk 2 Ludwigsvorstadt-Isarvorstadt. Das Viertel wurde in den 1860er-Jahren auf Initiative des Hofbankiers Karl von Eichthal geschaffen. Es gilt als Szeneviertel.

## Lage
Das Gärtnerplatzviertel besitzt folgende Grenzen:
- im Nordwesten die Müllerstraße und im Norden die Rumfordstraße als Grenze zur Altstadt
- im Nordosten die Zweibrückenstraße als Grenze zum Lehel
- im Osten das östliche Isarufer als Grenze zur Unteren Au
- im Süden und Südwesten die Fraunhoferstraße als Grenze zum Glockenbachviertel

Das Gebiet des Gärtnerplatzviertels entspricht dem des Stadtbezirksteils 2.1 Gärtnerplatz und dem des meist ebenfalls dazugezählten Stadtbezirksteils 2.2 Deutsches Museum. Die Grenze beider Verwaltungsgebiete verläuft in etwa entlang der Baaderstraße. Bis zur Neueinteilung der Münchner Stadtbezirke im Jahr 1992 bildeten beide Stadtbezirksteile den Stadtbezirk 12 Isarvorstadt-Deutsches Museum. Seit der Reform ist das Gärtnerplatzviertel mit den anderen Vierteln der Isarvorstadt (Glockenbachviertel, Dreimühlenviertel, Schlachthofviertel und Am alten südlichen Friedhof) und der Ludwigsvorstadt (Bahnhofsviertel, Wiesenviertel und Klinikviertel) im Stadtbezirk 2 Ludwigsvorstadt-Isarvorstadt zusammengefasst.
Die Begriffe Gärtnerplatzviertel und Glockenbachviertel werden fälschlicherweise oft synonym für den Gesamtbereich beider benachbarter Viertel benutzt. Beide gehören zur Isarvorstadt und weisen inzwischen eine ähnliche Struktur auf.
Zum Gärtnerplatzviertel werden im öffentlichen Verständnis oft auch die Häuserblöcke zwischen dem südlichen Straßenzug Müllerstraße – Rumfordstraße und dem nördlichen Straßenzug Blumenstraße – Frauenstraße – Isartorplatz gezählt. Obwohl sie damit außerhalb des Altstadtrings liegen, gehören sie aber offiziell zum Stadtbezirk 1 Altstadt-Lehel.
Mit der Haltestelle Fraunhoferstraße der Linien U1 und U2 ist das Viertel an das Münchner U-Bahn-Netz angeschlossen.
Die Hauptfeuerwache, der Viktualienmarkt und das Isartor liegen in unmittelbarer Nähe des Gärtnerplatzviertels.

## Entwicklung des Viertels
Das nahe der Isar gelegene Stadtviertel ist ähnlich wie das Glockenbachviertel von der Schwulenszene geprägt. 2012 zog das schwule Kommunikations- und Kulturzentrum SUB innerhalb der Müllerstraße um und liegt nun am Rand des Gärtnerplatzviertels. Ebenfalls in der Müllerstraße sitzt seit 2018 das lesbisch-queere Zentrum LeZ. Das Hotel Deutsche Eiche mit der dazugehörigen Schwulensauna liegt in der Reichenbachstraße – die traditionsreiche Institution gilt als „ältester Treffpunkt der bayerischen Schwulenszene“.
Bis Ende des 20. Jahrhunderts wurde das Viertel als eher heruntergekommen wahrgenommen. Hier lebten vorwiegend Arbeiter, viele Ausländer und einige Künstler, wie zum Beispiel die Malerin Rabe Perplexum in einem Rückgebäude in der Fraunhoferstraße. In den vergangenen Jahrzehnten hat sich das Gärtnerplatzviertel stark gewandelt. Heute gilt es als weitgehend gentrifiziert.
Eine erste Aufwertung des Viertels soll durch das jährliche Gärtnerplatzfest stattgefunden haben, das gemeinsam von Ladeninhabern und dem Gärtnerplatztheater organisiert wird. Kleine Läden des Alltags (Eisenwaren, Bäcker, Trachten, Fußpflege), gutbürgerliche Lokale und Kneipen wurden zunehmend durch Friseure, Modegeschäfte und schicke Lokale ersetzt. Neben bayrischer Küche finden sich im Viertel heute auch gehobene und trendige französische, italienische, türkische, indische, vietnamesische, japanische und vegane Restaurants, außerdem zahlreiche Frühstücks-Cafés und Bars.
Als Beispiel für Gentrifizierung wird oft das ehemalige Heizkraftwerk Mitte genannt, das von 1955 bis 2001 Fernwärme produzierte. Das 56 Meter hohe Gebäude mit seinen markanten Schornsteinen und das umliegende Gelände wurde 2011 mit Eigentumswohnungen bebaut, die zu den teuersten Münchens zählten, und unter dem Namen The Seven vermarktet werden.
Ab 2025 soll im Gärtnerplatzviertel die Einrichtung sogenannter Superblocks erfolgen.

## Gärtnerplatz als Party-Treffpunkt
Unter anderem durch einen Coffeeshop wurde der dem Viertel namensgebende Gärtnerplatz in den 2000er-Jahren verstärkt als Erholungszone wahrgenommen. Der Platz entwickelte sich zu einem beliebten Treffpunkt erst der Indie- und Alternativszene, später auch für ein breiteres Publikum. Während der Corona-Pandemie in den Jahren 2020 und 2021 entstand auf dem Platz und in anliegenden Straßen nach Ansicht von Anwohnern zunehmend eine Partymeile. An warmen Sommertagen räumte die Polizei nahezu täglich den Gärtnerplatz.
Bereits vor der Pandemie hatte es zahlreiche Konflikte zwischen Anwohnern einerseits sowie Besuchern und Gastronomie-Betreibern andererseits wegen Lärmbelästigung gegeben. Während der Pandemie-Sommer nahmen die Beschwerden deutlich zu. Die Anwohner beschwerten sich „über extreme Lärmspitzen, sehr viel Müll, mutwillig zerbrochene Flaschen und den Gestank nach Urin und Erbrochenem“. Anliegende Geschäftsleute sprachen von einer „Situation wie am Ballermann“.
Die Stadt München führte deshalb im Frühjahr 2021 als Pilotprojekt ein digitales Ampelsystem ein. Besucher sollten sich darüber online informieren können, wie stark der Platz ausgelastet ist. Bei einer gelben oder roten Ampel-Anzeige sollten auf diese Weise potentielle Partygänger von einem Besuch abgehalten werden. Außerdem ließ die Stadt München gegen Geruchsbelästigung öffentliche Toiletten in der Corneliusstraße aufstellen.

## Kultur
Aktuelle Kultureinrichtungen
- Das Staatstheater am Gärtnerplatz steht im Zentrum des Gärtnerplatzviertels, es ist eines von zwei Opernhäusern in München. Neben Opern werden hier auch viele Operetten gespielt.
- Das Theater im Fraunhofer ist eine Kleinkunstbühne im bereits seit Jahrzehnten bestehenden Wirtshaus Fraunhofer in der Fraunhoferstraße, auf der besonders auch die bairische Volksmusik gepflegt wird.
- Das Werkstattkino befindet sich ebenfalls im Wirtshaus Fraunhofer, es ist eines der kleinsten Kinos Münchens mit einem experimentell-avantgardistischen Filmprogramm.
- Das Deutsche Museum ist das größte Wissenschafts- und Technikmuseum der Welt. Es liegt auf der Museumsinsel, die noch zum Gärtnerplatzviertel zählt.
- Der Kulturstrand der Urbanauten am südlichen Ausläufer der Museumsinsel an der Corneliusbrücke bietet in den Sommermonaten ein buntes Open-Air-Programm.
- Diverse Galerien befinden sich insbesondere in der Reichenbach-, der Cornelius- und der Baaderstraße.

Frühere Kultureinrichtungen
- In der Klenzestraße lag in den 1980er-Jahren das legendäre Tanzlokal Größenwahn.
- Auf der Altstadtseite der Müllerstraße befand sich das Action-Theater, aus dem 1968 das Antiteater hervorging. Beide waren eng mit Rainer Werner Fassbinder verbunden, der in der Reichenbachstraße wohnte.

Kultureinrichtungen in unmittelbarer Nähe
- Die Glockenbachwerkstatt, kurz „die Glocke“, in der Blumenstraße ist das erste Bürgerhaus Münchens.
- Das Migrations- und Kulturzentrum Bellevue di Monaco existiert seit 2018 in der Müllerstraße.
- Das Teamtheater ist ein Privattheater in einer ehemaligen Tankstelle in der Straße Am Einlass.
- In der Jazzbar Vogler treten in der Rumfordstraße regelmäßig internationale Musiker auf.

## Bildung
In der Klenzestraße befindet sich die Grundschule am Gärtnerplatz, ein städtischer Kindergarten sowie die Mathilde-Eller-Schule, ein Förderzentrum für geistig behinderte Kinder mit Heilpädagogischer Tagesstätte. Diverse Schulen der privaten Isar- und Huber-Schulen liegen außerdem in der Kohlstraße und der Morassistraße.

## Religion
Das Herz-Jesu-Kloster der Schwestern vom Göttlichen Erlöser, zu dem auch ein Mädchenwohnheim und ein katholischer Kindergarten gehören, liegt in der Buttermelcherstraße. Bis 2006 war die Israelitische Kultusgemeinde mit ihrer Hauptsynagoge und dem angrenzenden jüdischen Altenheim in der Reichenbachstraße beheimatet. In der Klenzestraße befand sich außerdem das Münchner Osho-Zentrum und von 1996 bis 2009 der Kawwana-Tempel des Esoterikers Thorwald Dethlefsen.

## Wirtschaft
Die Bäckerei Rischart betreibt in der Buttermelcherstraße ihr Backhaus, insgesamt 17 Fachgeschäfte des Unternehmens werden von hier aus beliefert. Das Deutsche Patent- und Markenamt befindet sich an der Isar auf einem ehemaligen Kasernengelände, ab 2024 soll der Gebäudekomplex umfassend saniert werden. Südlich davon sitzt in der Erhardtstraße seit 1980 das Europäische Patentamt.